# Philippe Allaire
Pour les articles homonymes, voir Allaire.
 (juin 2025).
Philippe Allaire est un driver et un entraîneur de sport hippique français, spécialisé dans les trotteurs, né en 1959.

## Biographie
Philippe Allaire est le fils de Pierre–Désiré Allaire, lui–même entraîneur de chevaux, fameux pour sa grande connaissance des courses et son légendaire flair (il a par exemple « découvert » les champions Une de Mai et Toscan, vainqueur du Prix d'Amérique en 1970, et gagné cette course lui-même en 1978 avec Grandpré), mais dont la réputation fut entachée par une affaire de courses truquées qui lui valut 18 ans d'interdiction d'hippodrome. Après avoir travaillé aux côtés de son père, il s'installe à son compte dans les années 1990 et connaît le succès, notamment au trot monté, grâce à Fine Perle, First de Retz, Gai Brillant, Holly du Locton, Jardy ou Kesaco Phedo. Il est aussi l'un des propriétaires et le premier entraîneur du crack Ready Cash jusqu'en 2010, lorsque, sentant que les performances du champion déclinent, il décide de confier son entraînement à Thierry Duvaldestin. C'est donc en tant que propriétaire qu'il inscrit par deux fois son nom au palmarès du Prix d'Amérique.

## Palmarès (comme entraîneur et/ou driver)

### Attelé
France

#### Groupe I
- Prix de Paris – 1 – Bird Parker (2018)
- Critérium des Jeunes – 5 – Ready Cash (2008), Sanawa (2009), Django Riff (2016), Just A Gigolo (2022), Koctel du Dain (2023)
- Critérium des 3 ans  – 5- Larabello (1980), Kesaco Phedo (2001), Ready Cash (2008), Charly du Noyer (2015), Just A Gigolo (2022)
- Critérium des 4 ans – 3 – Bird Parker (2015), Charly du Noyer (2016), Italiano Vero (2022)
- Critérium Continental – 1 – Hohneck (2021)
- Prix Albert Viel – 8 – Ready Cash (2008), Axelle Dark (2013), Boccador de Simm (2014), Django Riff (2016), Helgafell (2020), Italiano Vero (2021), Just A Gigolo (2022), Koctel du Dain (2023)
- Prix de l'Étoile – 3 – Végétarien (1992), Feliciano (2019), Just A Gigolo (2022)
- Prix Ourasi – 1 – Izoard Védaquais (2022)

#### Groupe II
- Prix Emmanuel Margouty – 10 – Easy to Drive (1994), Foreign Office (1995), Ready Cash (2007), Showtime Bourbon (2008), Brillantissime (2013), Django Riff (2015), Gotland (2018), Helgafell (2019), Italiano Vero (2020), Just A Gigolo (2021)
- Prix Maurice de Gheest – 7 – Ready Cash (2008), Brillantissime (2014), Cahal des Rioults (2015), Django Riff (2016), Feeling Cash (2018), Gotland (2019), Just A Gigolo (2021)
- Prix Gélinotte – 5 – Sanawa (2009), Upper Class (2011), Axelle Dark (2013), Be My Girl (2014), Fly With Us (2018)
- Prix Paul Viel – 5 – Ready Cash (2008), Tucson (2010), Atlas de Joudes (2013), Django Riff (2016), Fastissime (2018)
- Prix Kalmia – 7 – Ready Cash (2008), Tucson (2010), Brillantissime (2014), Django Riff (2016), Flocki d'Aurcy (2018), Gotland (2019), Helgafell (2020)
- Prix Victor Régis – 5 – Ukir de Jemma (1989), Ready Cash (2008), Django Riff (2016), Hohneck (2020), Italiano Vero (2021)
- Prix Jacques de Vaulogé – 5 – Kesaco Phedo (2001), Ready Cash (2008), Django Riff (2016), Feliciano (2018), Italiano Vero (2021)
- Prix Gaston Brunet – 4 – Kesaco Phedo (2002), Brillantissime (2015), Charly du Noyer (2016), Hatchet Man (2021)
- Prix Paul Karle – 4 – Kesaco Phedo (2001), Brillantissime (2014), Gotland (2019), Italiano Vero (2021)
- Prix Masina – 4 – Fine Perle (1996), Ère Nouvelle (2017), Girls Talk (2019), It's Now or Never (2021)
- Prix Uranie – 4 – Sanawa (2009), Axelle Dark (2013), Fly With Us (2018), Invensong (2021)
- Prix Octave Douesnel – 4 – Hulk des Champs (1999), Ready Cash (2009), Django Riff (2017), Hohneck (2021)
- Prix Charles Tiercelin – 3 – Boy du Pré (1993), Ready Cash (2009), Traders (2016)
- Prix Abel Bassigny – 3 – Boy du Pré (1992), Ready Cash (2008), Gotland (2019)
- Prix de Tonnac–Villeneuve – 3 – Ready Cash (2009), Cahal des Rioults (2016), Hohneck (2021)
- Prix Pierre Plazen – 3 – Ready Cash (2008), Dollar Macker (2016), Callmethebreeze (2021)
- Prix de Buenos–Aires – 2 – Royal Ludois (1988), Valberg (1993)
- Prix de La Haye – 2 – Valberg (1992), Jeanbat du Vivier (2004)
- Prix Doynel de Saint–Quentin – 2 – Ukir de Jemma (1991), Jardy (2002)
- Prix Phaeton – 2 – Hulk des Champs (1999), Kitko (2002)
- Prix Marcel Laurent – 2 – Ready Cash (2009), Traders (2016)
- Prix Jean Le Gonidec – 2 – Hulk des Champs (2000), Charly du Noyer (2017)
- Prix Kerjacques – 2 – First de Retz (2000), Traders (2018)
- Prix Reine du Corta – 2 – Sanawa (2009), Fly With Us (2018)
- Prix Annick Dreux – 2 – Hippodamia (1998), Fly With Us (2018)
- Prix Guy Deloison – 2 – Dawana (2016), Girls Talk (2019)
- Prix de Belgique – 2 – Bird Parker (2018, 2019)
- Prix de Croix – 2 – Feliciano (2020), Hohneck (2022)
- Prix de Bretagne – 1 – Ukir de Jemma (1991)
- Prix Jules Thibault – 1 – Hulk des Champs (1999)
- Prix de Bourgogne – 1 – First de Retz (2000)
- Prix d'Été – 1 – First de Retz (2000)
- Prix Gaston de Wazières – 1 – Liberté (2003)
- Prix Ovide Moulinet – 1 – Ready Cash (2010)
- Prix Albert Demarcq – 1 – Arlington Dream (2015)
- Prix Robert Auvray – 1 – Arlington Dream (2015)
- Prix Une de Mai – 1 – Don't Explain (2015)
- Prix Paul Leguerney – 1 – Cylée Névelé (2016)
- Prix Roquépine – 1 – Démonia Roma (2016)
- Prix du Bourbonnais – 1 – Bird Parker (2017)
- Prix Louis Jariel – 1 – Feliciano (2020)
- Grand Prix du Sud-Ouest – 1 – Bugsy Malone (2020)
- Prix des Ducs de Normandie – 3 – Bird Parker (2016), Hohneck (2023), Izoard Vedaquais (2024)

 Italie
- Grand Prix Orsi Mangelli –3- Leda d'Occagnes (2002), Charly du Noyer (2015), Callmethebreeze (2021)
- Grand Critérium des 2 ans – 2 – Gilly LB (2005), Demonia Roma (2015)
- Grand Prix Mipaaft Allevamento – 2 –  Callmethebreeze (2020), Diletta Axe (2021)
- Grand Prix de la Loterie - 1 - Hillion Brillouard (1980)
- Grand Prix Continental – 1 – Brillantissime (2015)
- Grand Prix d'Europe – 1 – Brillantissime (2015)
- Grand du Dôme – 1 – Brillantissime (2016)
- Gran Premio Tito Giovanardi – 1 – Callmethebreeze (2021)
- Grand Prix Tino Triossi – 1 – Callmethebreeze (2022)

 Norvège
- Grand Prix d'Oslo – 1 – Hillion Brillouard (1979)

 Suède
- Elitloppet – 1 – Hohneck (2023)

 UET
- Championnat européen des 3 ans – 3 – Django Riff (2016), Helgafell (2020), Invensong (2021)

### Monté

#### Groupe I
- Prix de Cornulier – 3 – First de Retz (2000, 2001), Traders (2018)
- Saint–Léger des Trotteurs – 9 – Fine Perle (1996), Gai Brillant (1997), Holly du Locton (1998), Ivoire de Grammont  (1999), Jardy (2000), Up Market (2011), Bird Parker (2014), Ici C'est Paris (2021), J'aime le Foot (2022)
- Prix de Vincennes – 5 – Gai Brillant (1997), Holly du Locton (1998), Jardy (2000), Kesaco Phedo (2001), Bird Parker (2014)
- Prix du Président de la République – 5 – Blue Dream (1993), Gai Brillant (1998), Holly du Locton (1999), Jardy (2001)
- Prix des Élites – 6 – Fine Perle (1996), Express Road (1997), Gai Brillant (1998), Thorens Védaquais (2010), Dollar Macker (2016), Feeling Cash (2020)
- Prix d'Essai – 5 – Gai Brillant (1997), Holly du Locton (1998), Ivoire de Grammont  (1999), Eye of The Storm (2017), Hudson Védaquais (2020)
- Prix des Centaures – 3 – Gai Brillant (1997), Holly du Locton (1998), Dollar Macker (2017)
- Prix de l'Île–de–France – 1 – Traders (2018)

#### Groupe II
- Prix Pierre Gamare – 7 – Fine Perle (1996), Gai Brillant (1997), Holly du Locton (1998), Ivoire de Grammont (1999), Suricate (2009), Thorens Védaquais (2010), Bomba (2014)
- Prix Hémine – 7 – Fine Perle (1996), Gai Brillant (1997), Holly du Locton (1998), Kesaco Phedo (2001), Showtime Bourbon (2009), Thorens Védaquais (2010), Dhikti Védaquais (2016)
- Prix Félicien  Gauvreau – 8 – Blue Dream (1992), Easy to Drive (1995), Fine Perle (1996), Punch Winner (2006), Thorens Védaquais (2010), Bird Parker (2014), Eye of the Storm (2017), Ici C'est Paris (2021)
- Prix Édouard Marcillac – 6 – Easy to Drive (1995), Fine Perle (1996), Gai Brillant (1997), Luciano d'Ombrée (2002), Thorens Védaquais (2010), Eye of the Storm (2017)
- Prix Camille de Wazières – 6 – Boy du Pré (1993), Gai Brillant (1998), Tucson (2011), Up Market (2012), Dollar Macker (2017), Gospel Pat (2020)
- Prix de Basly – 5 – Holly du Locton (1998), Ivoire de Grammont (1999), Jardy (2000), Kesaco Phedo (2001), Thorens Védaquais (2010)
- Prix Louis Tillaye – 5 – Ivoire de Grammont (1999), Jardy (2000), Punch Winner (2006), Dhikti Védaquais (2016), Feeling Cash (2018)
- Prix Edmond Henry – 5 – Express Road (1997), Gai Brillant (1998), Holly du Locton (1999), Traders (2017, 2018)
- Prix Raoul Ballière – 5 – Careen River (1993), Gai Brillant (1997), Holly du Locton (1998), Feeling Cash (2018), Ici C'est Paris (2021)
- Prix de Pardieu – 4 – Boy du Pré (1993), Careen River (1994), Gai Brillant (1998), Holly du Locton (1999)
- Prix Henri Ballière – 4 – Blue Dream (1993), Gai Brillant (1998), Holly du Locton (1999), Ivoire de Grammont (2000)
- Prix Camille Lepecq – 4 – First de Retz (1999, 2000), Arlington Dream (2017, 2018)
- Prix de Londres – 4 – First de Retz (2001), Arlington Dream (2017, 2018, 2019)
- Prix Louis Le Bourg – 3 – Blue Dream (1993), Gai Brillant (1998), Holly du Locton (1999)
- Prix Lavater – 3 – Blue Dream (1993), Django Riff (2017), Feeling Cash (2019)
- Prix Ceneri Forcinal – 3 – Holly du Locton (1999), Jardy (2001), Gospel Pat (2020)
- Prix Jules Lemonnier – 2 – Express Road (1997), First de Retz (2000)
- Prix Ali Hawas – 2 – Troïka du Corta (2010), Bomba (2014)
- Prix Legoux–Longpré – 2 – Holly du Locton (1999), Kid Wood (2002)
- Prix Olry–Roederer – 2 – Gai Brillant (1998), Intrépide (2000)
- Prix René Palyart – 2 – Gai Brillant (1998), Holly du Locton (1999)
- Prix Jacques Andrieu – 2 – Arlington Dream (2017, 2018)
- Prix Hervé Céran–Maillard – 2 – Baraka d'Henlou (2016), Feeling Cash (2020)
- Prix Émile Riotteau – 1 – Boy du Pré (1994)
- Prix Holly du Locton – 1 – Dokha Védaquaise (2016)
- Prix Théophile Lallouet – 1 – Arlington Dream (2018)
- Prix Xavier de Saint-Palais – 1 – Feeling Cash (2020)